# Йордан Катранджиев
Йордан Иванов Катранджиев е български политик от БКП.

## Биография
Роден е на 6 януари 1894 година в Ихтиман. От 1918 г. е член на БРСДП (т.с.) От 1921 г. е помощник-кмет на Ихтиманската комуна.
Катранджиев е сред организаторите на Септемврийското въстание в Ихтиманско като член на революционния комитет. През 1925 г. е осъден на смърт, но на следващата година присъдата му е заменена със затвор. До 1937 г. лежи в затвора.
От 1938 до 1939 г. е член на Политбюро на ЦК на БКП. От 1939 г. е член на ЦК на БКП, като отговаря за партийния печат. В периода 1942 – 1944 г. е член на Политбюро на ЦК на БКП.
Между 1945 и 1962 г. е председател на Централната контролно-ревизионна комисия на БКП. Свидетел е по процеса срещу Трайчо Костов. В периода 1956 – 1969 г. е председател на Централния комитет на Борците против фашизма и капитализма..
Написва спомени „Години на изпитания. Спомени 1923 – 1944“, София, 1975.
Награден е 2 пъти почетното звание „Герой на социалистическия труд“ (указ № 537 от 7 септември 1964 и указ № 1473 от 5 октомври 1977), има 6 ордена „Георги Димитров“ (1954, 1959, 1964, 1974, 1977, 1983).